# 小行星7108
小行星7108（英語：7108 Nefedov）是一颗围绕太阳公转的小行星。1981年9月2日，尼古拉·切爾尼赫在克里米亚发现了此天体。
这颗小行星的绝对星等为198.81167等。